# Oscaruddelingen 2013
Oscaruddelingen 2013 var den 85. udgave af oscaruddelingen og fandt sted 24. februar 2013 i Dolby Theatre i Hollywood. Seth MacFarlane var vært for første gang.
I Danmark vistes uddelingen på TV 2 med Katrine Hertz Mortensen og Mikkel Kryger som værter. 
Den danske film En kongelig affære, instrueret af Nikolaj Arcel, var nomineret til en Oscar for bedste udenlandske film men vandt ikke.

## Priser
| Bedste film | Bedste instruktør |
| --- | --- |
| - Operation Argo - Amour - Hushpuppy - Django Unchained - Life of Pi - Lincoln - Les Misérables - Silver Linings Playbook - Zero Dark Thirty | - Ang Lee – Life of Pi - Michael Haneke – Amour - David O. Russell – Silver Linings Playbook - Steven Spielberg – Lincoln - Benh Zeitlin – Hushpuppy |
| Bedste mandlige hovedrolle | Bedste kvindelige hovedrolle |
| - Daniel Day-Lewis – Lincoln - Bradley Cooper – Silver Linings Playbook - Hugh Jackman – Les Misérables - Joaquin Phoenix – The Master - Denzel Washington – Flight                                                                                                   | - Jennifer Lawrence – Silver Linings Playbook - Jessica Chastain – Zero Dark Thirty - Emmanuelle Riva – Amour - Quvenzhané Wallis – Hushpuppy - Naomi Watts – The Impossible |
| Bedste mandlige birolle | Bedste kvindelige birolle |
| - Christoph Waltz – Django Unchained - Alan Arkin – Operation Argo - Robert De Niro – Silver Linings Playbook - Philip Seymour Hoffman – The Master - Tommy Lee Jones – Lincoln                                                                                       | - Anne Hathaway – Les Misérables - Amy Adams – The Master - Sally Field – Lincoln - Helen Hunt – The Sessions - Jacki Weaver – Silver Linings Playbook |
| Bedste manuskript | Bedste filmatisering |
| - Django Unchained – Quentin Tarantino - Amour – Michael Haneke - Flight – John Gatins - Moonrise Kingdom – Wes Anderson and Roman Coppola - Zero Dark Thirty – Mark Boal                                                                                             | - Operation Argo – Chris Terrio - Hushpuppy – Lucy Alibar and Benh Zeitlin - Life of Pi – David Magee - Lincoln – Tony Kushner - Silver Linings Playbook – David O. Russell |
| Bedste animationsfilm | Bedste udenlandske film |
| - Modig – Mark Andrews og Brenda Chapman - Frankenweenie – Tim Burton - ParaNorman – Sam Fell og Chris Butler - Piraterne! – Peter Lord - Vilde Rolf – Rich Moore | - Amour (Østrig) - Kon-Tiki (Norge) - No (Chile) - En kongelig affære (Danmark) - War Witch (Canada) |
| Bedste dokumentar | Bedste korte dokumentar |
| - Searching for Sugar Man – Malik Bendjelloul and Simon Chinn - 5 Broken Cameras – Emad Burnat and Guy Davidi - The Gatekeepers - How to Survive a Plague - The Invisible War                                                                                         | - Inocente – Sean Fine og Andrea Nix Fine - Kings Point – Sari Gilman og Jedd Wider - Mondays at Racine – Cynthia Wade og Robin Honan - Open Heart – Kief Davidson og Cori Shepherd Stern - Redemption – Jon Alpert og Matthew O'Neill |
| Bedste kortfilm | Bedste korte animationsfilm |
| - Curfew – Shawn Christensen - Asad – Bryan Buckley og Mino Jarjoura - Buzkashi Boys – Sam French og Ariel Nasr - Death of a Shadow (Dood Van Een Schaduw) – Tom Van Avermaet og Ellen De Waele - Henry – Yan England                                                 | - Paperman – John Kahrs - Adam and Dog – Minkyu Lee - Fresh Guacamole – PES - Head over Heels – Timothy Reckart og Fodhla Cronin O'Reilly - The Longest Daycare – David Silverman |
| Bedste musik | Bedste sang |
| - Life of Pi – Mychael Danna - Anna Karenina – Dario Marianelli - Operation Argo – Alexandre Desplat - Lincoln – John Williams - Skyfall – Thomas Newman | - "Skyfall" fra Skyfall – Adele Adkins og Paul Epworth - "Before My Time" fra Chasing Ice – J. Ralph - "Everybody Needs a Best Friend" fra Ted – Walter Murphy og Seth MacFarlane - "Pi's Lullaby" fra Life of Pi – Mychael Danna og Bombay Jayashri - "Suddenly" from Les Misérables – Claude-Michel Schönberg, Herbert Kretzmer og Alain Boublil                                                                                                   |
| Bedste lydredigering | Bedste lyd |
| - Skyfall – Per Hallberg og Karen Baker Landers - Zero Dark Thirty – Paul N. J. Ottosson - Operation Argo – Erik Aadahl og Ethan Van der Ryn - Django Unchained – Wylie Stateman - Life of Pi – Eugene Gearty og Philip Stockton                                      | - Les Misérables – Andy Nelson, Mark Paterson and Simon Hayes - Operation Argo – John Reitz, Gregg Rudloff og Jose Antonio Garcia - Life of Pi – Ron Bartlett, D. M. Hemphill and Drew Kunin - Lincoln – Andy Nelson, Gary Rydstrom og Ronald Judkins - Skyfall – Scott Millan, Greg P. Russell og Stuart Wilson |
| Bedste scenografi | Bedste fotografering |
| - Lincoln – Rick Carter og Jim Erickson - Anna Karenina – Sarah Greenwood og Katie Spencer - Hobbitten - En uventet rejse – Dan Hennah, Ra Vincent og Simon Bright - Les Misérables – Eve Stewart og Anna Lynch-Robinson - Life of Pi – David Gropman og Anna Pinnock | - Life of Pi – Claudio Miranda - Anna Karenina – Seamus McGarvey - Django Unchained – Robert Richardson - Lincoln – Janusz Kamiński - Skyfall – Roger Deakins |
| Bedste make-up | Bedste kostumer |
| - Les Misérables – Lisa Westcott og Julie Dartnell - Hitchcock – Howard Berger, Peter Montagna og Martin Samuel - Hobbitten - En uventet rejse – Peter Swords King, Rick Findlater og Tami Lane                                                                       | - Anna Karenina – Jacqueline Durran - Les Misérables – Paco Delgado - Lincoln – Joanna Johnston - Mirror Mirror – Eiko Ishioka - Snow White and the Huntsman – Colleen Atwood |
| Bedste klipning | Bedste visuelle effekter |
| - Operation Argo – William Goldenberg - Life of Pi – Tim Squyres - Lincoln – Michael Kahn - Silver Linings Playbook – Jay Cassidy og Crispin Struthers - Zero Dark Thirty – Dylan Tichenor og William Goldenberg                                                      | - The Avengers – Janek Sirrs, Jeff White, Guy Williams og Dan Sudick - Hobbitten - En uventet rejse – Joe Letteri, Eric Saindon, David Clayton og R. Christopher White - Life of Pi – Bill Westenhofer, Guillaume Rocheron, Erik-Jan De Boer og Donald R. Elliott - Prometheus – Richard Stammers, Trevor Wood, Charley Henley og Martin Hill - Snow White and the Huntsman – Cedric Nicolas-Troyan, Philip Brennan, Neil Corbould og Michael Dawson |

## Film med flere nomineringer
- 12 nomineringer: Lincoln
- 11 nomineringer: Life of Pi
- 8 nomineringer: Les Misérables og Silver Linings Playbook
- 7 nomineringer: Operation Argo
- 5 nomineringer: Amour, Django Unchained, Skyfall og Zero Dark Thirty
- 4 nomineringer: Anna Karenina og Hushpuppy
- 3 nomineringer: Hobbitten - En uventet rejse og The Master
- 2 nomineringer: Flight og Snow White and the Huntsman